# Vang Čengpang
Vang Čengpang (kitajsko: 王正邦; pinjin: Wáng Zhèngbāng), tajvanski lokostrelec, * 12. januar 1987, Tajvan.
Sodeloval je na lokostrelskem delu poletnih olimpijskih igrah 2004.